# Vitesse individuelle féminine aux Jeux olympiques d'été de 2020
Navigation
Rio 2016 Paris 2024
La vitesse individuelle féminine, épreuve de cyclisme sur piste des Jeux olympiques d'été de 2020, a lieu du 6 au 8 août 2021 sur le Vélodrome d'Izu, situé à Izu (Japon), à 120 kilomètres de Tokyo.

## Format de la compétition
Pour la première fois depuis 2000, le format du tournoi de vitesse individuelle connaît des changements importants. Le nombre de tours principaux passe de 5 à 6 et le nombre de repêchages de 2 à 3. La compétition débute, comme d'habitude, par une épreuve qualificative disputée sous la forme d'un contre-la-montre sur 200 mètres avec un départ lancé. Les 24 meilleures cyclistes du tour de qualification (contre 18 auparavant) se qualifient pour les tours suivants disputés sous la forme de duels. À chaque duel, les cyclistes partent côte à côte et doivent effectuer trois tours de piste (750 mètres). Les 200 derniers mètres sont chronométrés.

## Résultats

### Qualifications
| Rang | Cycliste            | Nation           | Temps        | Écart        | Notes |
| ---- | ------------------- | ---------------- | ------------ | ------------ | ----- |
| 1    | Lea Friedrich       | Allemagne        | 10.310       |              | Q, RO |
| 2    | Kelsey Mitchell     | Canada           | 10.346       | +0.036       | Q     |
| 3    | Emma Hinze          | Allemagne        | 10.381       | +0.071       | Q     |
| 4    | Mathilde Gros       | France           | 10.400       | +0.090       | Q     |
| 5    | Lauriane Genest     | Canada           | 10.460       | +0.150       | Q     |
| 6    | Olena Starikova     | Ukraine          | 10.461       | +0.151       | Q     |
| 7    | Shanne Braspennincx | Pays-Bas         | 10.479       | +0.169       | Q     |
| 8    | Katy Marchant       | Grande-Bretagne  | 10.495       | +0.185       | Q     |
| 9    | Lee Wai-sze         | Hong Kong        | 10.538       | +0.228       | Q     |
| 10   | Zhong Tianshi       | Chine            | 10.559       | +0.249       | Q     |
| 11   | Ellesse Andrews     | Nouvelle-Zélande | 10.563       | +0.253       | Q     |
| 12   | Daria Shmeleva      | ROC              | 10.667       | +0.357       | Q     |
| 13   | Anastasia Voinova   | ROC              | 10.669       | +0.359       | Q     |
| 14   | Kaarle McCulloch    | Australie        | 10.679       | +0.369       | Q     |
| 15   | Daniela Gaxiola     | Mexique          | 10.682       | +0.372       | Q     |
| 16   | Simona Krupeckaitė  | Lituanie         | 10.706       | +0.396       | Q     |
| 17   | Yuka Kobayashi      | Japon            | 10.711       | +0.401       | Q     |
| 18   | Bao Shanju          | Chine            | 10.723       | +0.323       | Q     |
| 19   | Yuli Verdugo        | Mexique          | 10.818       | +0.418       | Q     |
| 20   | Madalyn Godby       | États-Unis       | 10.869       | +0.469       | Q     |
| 21   | Lee Hye-jin         | Corée du Sud     | 10.904       | +0.504       | Q     |
| 22   | Charlene du Preez   | Afrique du Sud   | 10.974       | +0.574       | Q     |
| 23   | Lyubov Basova       | Ukraine          | 10.981       | +0.581       | Q     |
| 24   | Miglė Marozaitė     | Lituanie         | 11.031       | +0.631       | Q     |
| 25   | Urszula Łoś         | Pologne          | 11.047       | +0.647       |       |
| 26   | Marlena Karwacka    | Pologne          | 11.083       | +0.683       |       |
| 27   | Kirstie James       | Nouvelle-Zélande | 11.116       | +0.716       |       |
| 28   | Lee Hoi Yan         | Hong Kong        | 11.232       | +0.832       |       |
| 29   | Coralie Demay       | France           | 11.849       | +1.449       |       |
|      | Laurine van Riessen | Pays-Bas         | Non-partante | Non-partante |       |

### 1/32 de finale
Ce tour est disputé sous la forme d'une manche unique. Les 24 cyclistes sont réparties en 12 séries selon leur temps en qualifications (1er contre 24e, 2e contre 23e, etc). Le vainqueur de chaque série est qualifié pour les 1/16 de finale, tandis que le perdant va au repêchage.
| Série | Rang | Cycliste            | Nation           | Temps  | Notes |
| ----- | ---- | ------------------- | ---------------- | ------ | ----- |
| 1     | 1    | Lea Friedrich       | Allemagne        | X      | Q     |
| 1     | 2    | Miglė Marozaitė     | Lituanie         | +0.370 | R     |
| 2     | 1    | Kelsey Mitchell     | Canada           | X      | Q     |
| 2     | 2    | Lyubov Basova       | Ukraine          | +0.535 | R     |
| 3     | 1    | Emma Hinze          | Allemagne        | X      | Q     |
| 3     | 2    | Charlene du Preez   | Afrique du Sud   | +0.415 | R     |
| 4     | 1    | Mathilde Gros       | France           | X      | Q     |
| 4     | 2    | Lee Hye-jin         | Corée du Sud     | +0.797 | R     |
| 5     | 1    | Lauriane Genest     | Canada           | X      | Q     |
| 5     | 2    | Madalyn Godby       | États-Unis       | +0.121 | R     |
| 6     | 1    | Olena Starikova     | Ukraine          | X      | Q     |
| 6     | 2    | Yuli Verdugo        | Mexique          | +0.107 | R     |
| 7     | 1    | Shanne Braspennincx | Pays-Bas         | X      | Q     |
| 7     | 2    | Bao Shanju          | Chine            | +0.152 | R     |
| 8     | 1    | Katy Marchant       | Grande-Bretagne  | X      | Q     |
| 8     | 2    | Yuka Kobayashi      | Japon            | +0.612 | R     |
| 9     | 1    | Lee Wai-sze         | Hong Kong        | X      | Q     |
| 9     | 2    | Simona Krupeckaitė  | Lituanie         | +0.102 | R     |
| 10    | 1    | Zhong Tianshi       | Chine            | X      | Q     |
| 10    | 2    | Daniela Gaxiola     | Mexique          | +0.067 | R     |
| 11    | 1    | Ellesse Andrews     | Nouvelle-Zélande | X      | Q     |
| 11    | 2    | Kaarle McCulloch    | Australie        | +0.255 | R     |
| 12    | 1    | Anastasia Voinova   | ROC              | X      | Q     |
| 12    | 2    | Daria Shmeleva      | ROC              | +0.056 | R     |

### Repêchages des 1/32 de finale
Le premier repêchage place les 12 cyclistes en 4 séries de 3 cyclistes chacune ; la vainqueur de chaque série rejoint les vainqueurs des 1/32 de finale pour passer en 1/16 de finale, tandis que les cyclistes restantes sont éliminées.
| Série | Rang | Cycliste           | Nation         | Temps  | Notes |
| ----- | ---- | ------------------ | -------------- | ------ | ----- |
| 1     | 1    | Yuka Kobayashi     | Japon          | X      | Q     |
| 1     | 2    | Simona Krupeckaitė | Lituanie       | +0.052 |       |
| 1     | 3    | Miglė Marozaitė    | Lituanie       | +0.265 |       |
| 2     | 1    | Bao Shanju         | Chine          | X      | Q     |
| 2     | 2    | Daniela Gaxiola    | Mexique        | +0.027 |       |
| 2     | 3    | Lyubov Basova      | Ukraine        | +0.602 |       |
| 3     | 1    | Kaarle McCulloch   | Australie      | X      | Q     |
| 3     | 2    | Yuli Verdugo       | Mexique        | +0.041 |       |
| 3     | 3    | Charlene du Preez  | Afrique du Sud | +0.354 |       |
| 4     | 1    | Madalyn Godby      | États-Unis     | X      | Q     |
| 4     | 2    | Lee Hye-jin        | Corée du Sud   | +0.054 |       |
| 4     | 3    | Daria Shmeleva     | ROC            | +0.057 |       |

### 1/16 de finale
Ce tour est disputé sous la forme d'une manche unique. Les 16 cyclistes sont réparties en 8 séries. La vainqueur de chaque série est qualifiée pour les 1/8 de finale, tandis que la perdante va au repêchage.
| Série | Rang | Cycliste            | Nation           | Temps  | Notes |
| ----- | ---- | ------------------- | ---------------- | ------ | ----- |
| 1     | 1    | Lea Friedrich       | Allemagne        | X      | Q     |
| 1     | 2    | Madalyn Godby       | États-Unis       | +0.391 | R     |
| 2     | 1    | Kelsey Mitchell     | Canada           | X      | Q     |
| 2     | 2    | Kaarle McCulloch    | Australie        | +0.135 | R     |
| 3     | 1    | Emma Hinze          | Allemagne        | X      | Q     |
| 3     | 2    | Bao Shanju          | Chine            | +0.201 | R     |
| 4     | 1    | Mathilde Gros       | France           | X      | Q     |
| 4     | 2    | Yuka Kobayashi      | Japon            | +0.485 | R     |
| 5     | 1    | Lauriane Genest     | Canada           | X      | Q     |
| 5     | 2    | Anastasia Voynova   | ROC              | +0.033 | R     |
| 6     | 1    | Olena Starikova     | Ukraine          | X      | Q     |
| 6     | 2    | Ellesse Andrews     | Nouvelle-Zélande | +0.027 | R     |
| 7     | 1    | Shanne Braspennincx | Pays-Bas         | X      | Q     |
| 7     | 2    | Zhong Tianshi       | Chine            | +0.031 | R     |
| 8     | 1    | Katy Marchant       | Grande-Bretagne  | X      | Q     |
| 8     | 2    | Lee Wai-sze         | Hong Kong        | +0.024 | R     |

### Repêchages des 1/16 de finale
Le deuxième repêchage compte à nouveau 4 séries, cette fois de 2 cyclistes chacune ; la vainqueur de chaque série rejoint les vainqueurs des 1/16 de finale pour passer en 1/8 de finale, tandis que les cyclistes restantes sont éliminées.
| Série | Rang | Cycliste          | Nation           | Temps  | Notes |
| ----- | ---- | ----------------- | ---------------- | ------ | ----- |
| 1     | 1    | Lee Wai-sze       | Hong Kong        | X      | Q     |
| 1     | 2    | Madalyn Godby     | États-Unis       | +0.168 |       |
| 2     | 1    | Zhong Tianshi     | Chine            | X      | Q     |
| 2     | 2    | Kaarle McCulloch  | Australie        | +0.117 |       |
| 3     | 1    | Ellesse Andrews   | Nouvelle-Zélande | X      | Q     |
| 3     | 2    | Bao Shanju        | Chine            | +0.234 |       |
| 4     | 1    | Anastasia Voynova | ROC              | X      | Q     |
| 4     | 2    | Yuka Kobayashi    | Japon            | +0.275 |       |

### 1/8 de finale
Les 1/8 de finale associent les 12 cyclistes en 6 séries ; la vainqueur de chaque série se qualifie pour les quarts de finale tandis que la perdante se rend au troisième repêchage.
| Série | Rang | Cycliste            | Nation           | Temps   | Notes |
| ----- | ---- | ------------------- | ---------------- | ------- | ----- |
| 1     | 1    | Lea Friedrich       | Allemagne        | X       | Q     |
| 1     | 2    | Anastasia Voynova   | ROC              | +0.135  | R     |
| 2     | 1    | Kelsey Mitchell     | Canada           | X       | Q     |
| 2     | 2    | Ellesse Andrews     | Nouvelle-Zélande | +0.005  | R     |
| 3     | 1    | Emma Hinze          | Allemagne        | X       | Q     |
| 3     | 2    | Zhong Tianshi       | Chine            | + 0.359 | R     |
| 4     | 1    | Lee Wai-sze         | Hong Kong        | X       | Q     |
| 4     | 2    | Mathilde Gros       | France           | + 0.019 | R     |
| 5     | 1    | Katy Marchant       | Grande-Bretagne  | X       | Q     |
| 5     | 2    | Lauriane Genest     | Canada           | + 0.179 | R     |
| 6     | 1    | Shanne Braspennincx | Pays-Bas         | X       | Q     |
| 6     | 2    | Olena Starikova     | Ukraine          | + 0.045 | R     |

### Repêchages des 1/8 de finale
Le troisième repêchage compte 2 séries de 3 cyclistes chacune ; la vainqueur accède aux quarts de finale tandis que tous les autres sont éliminées.
| Série | Rang | Cycliste          | Nation           | Temps   | Notes |
| ----- | ---- | ----------------- | ---------------- | ------- | ----- |
| 1     | 1    | Lauriane Genest   | Canada           | X       | Q     |
| 1     | 2    | Mathilde Gros     | France           | + 0.001 |       |
| 1     | 3    | Anastasia Voynova | ROC              | + 0.095 |       |
| 2     | 1    | Olena Starikova   | Ukraine          | X       | Q     |
| 2     | 2    | Ellesse Andrews   | Nouvelle-Zélande | + 0.007 |       |
| 2     | 3    | Zhong Tianshi     | Chine            | + 0.056 |       |

### Quarts de finale
Les 8 cyclistes sont réparties en 4 séries. Les quarts de finale sont au meilleur des trois manches : la première cycliste de chaque série qui remporte deux manches se qualifie pour les demi-finales, tandis que la perdante dispute le match de classement 5 à 8.
| Série | Rang | Cycliste            | Nation          | Manche 1 | Manche 2 | Manche 3 | Notes |
| ----- | ---- | ------------------- | --------------- | -------- | -------- | -------- | ----- |
| 1     | 1    | Olena Starikova     | Ukraine         | X        | +0.018   | X        | Q     |
| 1     | 2    | Lea Friedrich       | Allemagne       | +0.001   | X        | +0.019   | F5-8  |
| 2     | 1    | Kelsey Mitchell     | Canada          | X        | X        |          | Q     |
| 2     | 2    | Lauriane Genest     | Canada          | +0.041   | +0.058   |          | F5-8  |
| 3     | 1    | Emma Hinze          | Allemagne       | X        | X        |          | Q     |
| 3     | 2    | Shanne Braspennincx | Pays-Bas        | +0.098   | +0.074   |          | F5-8  |
| 4     | 1    | Lee Wai-sze         | Hong Kong       | X        | X        |          | Q     |
| 4     | 2    | Katy Marchant       | Grande-Bretagne | +0.027   | +0.036   |          | F5-8  |

### Match de classement 5–8
Le match de classement 5 à 8 est disputé sous la forme d'une manche unique de 4 cyclistes.
| Rang | Cycliste            | Nation          | Temps  |
| ---- | ------------------- | --------------- | ------ |
| 5    | Lea Friedrich       | Allemagne       |        |
| 6    | Katy Marchant       | Grande-Bretagne | +0.099 |
| 7    | Shanne Braspennincx | Pays-Bas        | +0.126 |
| 8    | Lauriane Genest     | Canada          | +0.216 |

### Demi-finales
Les demi-finales sont au meilleur des trois manches. La vainqueur de chaque demi-finale va en finale, tandis que le perdant dispute le match pour la médaille de bronze.
| Série | Rang | Cycliste        | Nation    | Manche 1 | Manche 2 | Manche 3 | Notes |
| ----- | ---- | --------------- | --------- | -------- | -------- | -------- | ----- |
| 1     | 1    | Olena Starikova | Ukraine   | X        | X        |          | Q     |
| 1     | 2    | Lee Wai-sze     | Hong Kong | +0.040   | +0.128   |          |       |
| 2     | 1    | Kelsey Mitchell | Canada    | X        | +0.285   | X        | Q     |
| 2     | 2    | Emma Hinze      | Allemagne | +0.101   | X        | +0.176   |       |

### Finales
La finale et le match pour la médaille de bronze se déroulent en un contre un, au meilleur des trois manches.
| Rang                                | Cycliste        | Nation    | Manche 1 | Manche 2 | Manche 3 |
| ----------------------------------- | --------------- | --------- | -------- | -------- | -------- |
| Finale pour la médaille d'or        |                 |           |          |          |          |
| Médaille d'or, Jeux olympiques      | Kelsey Mitchell | Canada    | X        | X        |          |
| Médaille d'argent, Jeux olympiques  | Olena Starikova | Ukraine   | +0.061   | +0.064   |          |
| Finale pour la médaille de bronze   |                 |           |          |          |          |
| Médaille de bronze, Jeux olympiques | Lee Wai-sze     | Hong Kong | X        | X        |          |
| 4                                   | Emma Hinze      | Allemagne | +0.964   | +0.233   |          |